# Amanda Rantanen
Amanda Rantanen (* 11. Mai 1998 in Helsinki) ist eine finnische Fußballnationalspielerin. Ihr Zwillingsbruder Daniel Rantanen ist Profifußballer und ihr Vater Rami Rantanen war Nationalspieler.
Rantanen begann ihre Karriere 2016 bei HJK Helsinki. 2018 wechselte sie zu PK-35 Helsinki. Nach zwei Spielzeiten bei PK-35 Helsinki, in denen sie in 33 Ligaspielen 19 Tore erzielte, wechselte sie über die Ostsee zu KIF Örebro in die Damallsvenskan.
Am 1. Dezember 2020 debütierte Rantanen in der Qualifikation für die Europameisterschaft 2022 für die finnische Fußballnationalmannschaft der Frauen, als sie in der vierten Minute der Nachspielzeit gegen Schottland eingewechselt wurde und danach mit ihrer ersten Aktion als Nationalspielerin das einzige Tor des Spiels erzielte. Als Gruppensiegerinnen qualifizierten sich die Finninnen für die EM-Endrunde, die wegen der COVID-19-Pandemie erst 2022 stattfindet. In den ersten sechs Spielen der Qualifikation für die WM 2023 wurde sie viermal ein- und einmal ausgewechselt. Am 9. Juni 2022 wurde sie für die EM-Endrunde nominiert.